# 科罗拉多州行政区划
美国科羅拉多州共有64個縣。由於科羅拉多州政府並沒有設立行政鎮區，所以縣是政府重要的行政單位。科羅拉多州共有兩個市县合一的地方，分別是布鲁姆菲尔德和州府丹佛。
科羅拉多州的縮寫為CO，而該州的FIPS代碼是08，與縣代碼結合使用時寫成08XXX。
當科羅拉多領地開始建立縣時，領地被劃分為17個縣（分別是薩米特縣、拉里默縣、韋爾德縣、圓石縣、吉爾平縣、克爾克里克縣、傑佛遜縣、阿拉帕霍縣、道格拉斯縣、萊克縣、科內霍斯縣、科斯蒂拉縣、帕克縣、弗里蒙特縣、埃爾帕索縣、普韋布洛縣和韋爾法諾縣）和一個夏安族保留地。
1866年2月，領地政府設立了第一個新縣——拉斯阿尼馬斯縣，同年12月又設立了薩沃奇縣。1870年2月，領地政府設立了本特縣，又在3月成立了格林伍德縣。1874年2月2日，領地政府又格蘭德縣和艾伯特縣，接著在2月10日又成立了拉普拉塔縣、欣斯代爾縣和里奧格蘭德縣。2月5日，格林伍德縣被併入本特縣。在科羅拉多建州三個月前，政府設立了聖胡安縣，該縣為建州前最後一個被設立的縣份。
在1876年8月1日科羅拉多建州之時，境內只有26個縣。1877年1月，州政府設立了魯特縣和烏雷縣，3月又設立了吉尼森縣和卡斯特縣。1879年2月，查菲縣成立；同月8至10日把萊克縣更名為卡本內特縣。1881年，多洛爾斯縣和皮特金縣先後被設立。1883年，蒙特羅斯縣、梅薩縣、加菲爾德縣、伊格爾縣和聖米格爾縣先後被設立，此年科羅拉多州共有39個縣。1885年4月14日成立了阿丘利塔縣，使縣總數增至40個。1887年，州政府又再成立了華盛頓縣和洛根縣。在1889年2月19日至4月16日期間，州政府又設立了摩根縣、尤馬縣、夏延縣、奧特羅縣、里奧布蘭科縣、菲利普斯縣、塞德威克縣、凱厄瓦縣、基特卡森縣、林肯縣、普洛韋斯縣、巴卡縣和蒙提祖馬縣先後建立，使州內的縣份數量急速擴張至55個。1900年，米內勒爾縣和特勒縣被設立。1902年11月15日，阿拉帕霍縣分裂為亞當斯縣和南阿拉帕霍縣；同年12月1日州府丹佛升格為市縣合一的地方。1912年，傑克遜縣、莫法特縣和克勞利縣被創建。1913年，州政府又設立了阿拉莫薩縣；2001年，布盧姆菲爾德被升格為市縣合一的地方，使州內的縣份數量達至目前的64個。

## 目前存在的縣
| 县             | FIPS代码 | 縣治             | 成立日期                    | 起源                                                                                                  | 辭源 | 人口 （2010年） | 面积                                | 地图                           |
| -------------- | -------- | ---------------- | --------------------------- | --- | --- | --------------- | ----------------------------------- | ------------------------------ |
| 亞當斯縣       | 001      | 布萊頓           | 1902年11月15日              | 阿拉帕霍縣                                                                                            | 阿爾瓦·亞當斯（1850－1922），第五、十及十四任科羅拉多州州長（1887－1889、1897－1899、1905）                                       | 441,603         | 1,182.29平方英里 （3,062平方公里）  | 標示出亞當斯縣位置的地圖       |
| 阿拉莫薩縣     | 003      | 阿拉莫薩         | 1913年3月8日                | 科斯蒂亞縣和科內霍斯縣                                                                                | 得名自生長於格蘭德河及其支流的三葉楊樹，而「Alamosa」則是「三葉楊樹林」的西班牙語                                                 | 15,445          | 723.21平方英里 （1,873平方公里）    | 標示出阿拉莫薩縣位置的地圖     |
| 阿拉帕霍縣     | 005      | 利特爾頓         | 1861年11月1日               | 科罗拉多领地時期最初建立的十七個縣。此縣曾在1902年11月15日至1903年4月11日期間改稱為「南阿拉帕霍縣」。 | 此縣得名自堪薩斯領地的阿拉帕霍縣，而該阿拉帕霍縣得名自阿拉帕霍人，美國原住民的一支                                                | 572,003         | 804.41平方英里 （2,083平方公里）    | 標示出阿拉帕霍縣位置的地圖     |
| 阿丘利塔縣     | 007      | 帕戈薩斯普林斯   | 1885年4月14日               | 科內霍斯縣                                                                                            | 安東尼奧·D·阿丘利塔（1855－1918），科羅拉多州參議院議員及他的父親荷西·曼紐爾·阿丘利塔                                             | 12,084          | 1,354.53平方英里 （3,508平方公里）  | 標示出阿丘利塔縣位置的地圖     |
| 巴卡縣         | 009      | 斯普林菲爾德     | 1889年4月16日               | 拉斯阿尼馬斯縣                                                                                        | 菲利普·巴卡，科羅拉多領地參議會議員                                                                                               | 3,788           | 2,558.4平方英里 （6,626平方公里）   | 標示出巴卡縣位置的地圖         |
| 本特縣         | 011      | 拉斯阿尼馬斯     | 1870年2月11日               | 韋爾法諾縣、夏延縣和阿拉帕霍縣                                                                        | 威廉·本特，當地從事交易的商人 | 6,499           | 1,541.07平方英里 （3,991平方公里）  | 標示出本特縣位置的地圖         |
| 圓石縣         | 013      | 波德             | 1861年11月1日               | 科罗拉多领地時期最初建立的十七個縣                                                                    | 在圓石溪中常見的花崗岩和巨石 | 294,567         | 740.48平方英里 （1,918平方公里）    | 標示出圓石縣位置的地圖         |
| 布隆菲市郡     | 014      | 布隆菲           | 2001年11月15日              | 圓石縣、亞當斯縣、傑佛遜縣和韋爾德縣。此城市為科羅拉多州兩個市县合一的地方之一。                      | 從前在當地生長的高粱 | 55,889          | 33.57平方英里 （87平方公里）        | 標示出布隆菲市郡位置的地圖     |
| 查菲縣         | 015      | 薩利達           | 1879年2月10日               | 卡本內特縣                                                                                            | 傑羅姆·邦蒂·查菲（1825－1886），首任來自科羅拉多州的美国参议院議員之一（1876－1879）                                              | 17,809          | 1,014.12平方英里 （2,627平方公里）  | 標示出查菲縣位置的地圖         |
| 夏延縣         | 017      | 夏延韋爾斯       | 1889年3月25日               | 艾伯特縣和本特縣                                                                                      | 夏安族，美國原住民的一支 | 1,836           | 1,781.90平方英里 （4,615平方公里）  | 標示出夏延縣位置的地圖         |
| 克利爾克里克縣 | 019      | 喬治敦           | 1861年11月1日               | 科罗拉多领地時期最初建立的十七個縣                                                                    | 起源於該縣的清水溪 | 9,088           | 396.53平方英里 （1,027平方公里）    | 標示出克利爾克里克縣位置的地圖 |
| 科內霍斯縣     | 021      | 科內霍斯         | 1861年11月1日               | 瓜達盧普縣，為科罗拉多领地時期最初建立的十七個縣之一。在建縣六日後的1861年11月7日更名為科內霍斯縣。   | 得名自當地常見的棉尾兔，而「Conejos」則是「兔子」的西班牙語                                                                       | 8,256           | 1,290.22平方英里 （3,342平方公里）  | 標示出科內霍斯縣位置的地圖     |
| 科斯蒂亞縣     | 023      | 聖路易斯         | 1861年11月1日               | 科罗拉多领地時期最初建立的十七個縣                                                                    | 得名自科斯蒂亞河，而「Costilla」則是「小肋條」或「毛皮木材」的西班牙語                                                            | 3,524           | 1,229.38平方英里 （3,184平方公里）  | 標示出科斯蒂亞縣位置的地圖     |
| 克羅利縣       | 025      | 奧德韋           | 1911-05-29                  | 奧特羅縣                                                                                              | 約翰·H·克羅利，科羅拉多州參議院議員                                                                                               | 5,823           | 800.27平方英里 （2,073平方公里）    | 標示出克羅利縣位置的地圖       |
| 卡斯特縣       | 027      | 韋斯特克利夫     | 1877年3月9日                | 弗里蒙特縣                                                                                            | 乔治·阿姆斯特朗·卡斯特 （1839－1876），美國陸軍將領，於小大角战役中陣亡                                                           | 4,255           | 739.24平方英里 （1,915平方公里）    | 標示出卡斯特縣位置的地圖       |
| 德爾塔縣       | 029      | 德爾塔           | 1883年2月11日               | 甘尼森縣                                                                                              | 得名自縣內的城市德爾塔，而該城市因位於安肯帕格里河的三角洲而得名                                                                  | 30,952          | 1,149.44平方英里 （2,977平方公里）  | 標示出德爾塔縣位置的地圖       |
| 丹佛市郡       | 031      | 丹佛             | 1902年11月1日               | 此城市原為阿拉帕霍縣的县城。後來在阿拉帕霍縣分拆出亞當斯縣並將丹佛市升格為市县合一的地方。            | 詹姆斯·W·丹佛（1817－1892），堪薩斯領地省長 （1857－1859）                                                                        | 600,158         | 155.66平方英里 （403平方公里）      | 標示出丹佛市郡位置的地圖       |
| 多洛雷斯縣     | 033      | 鳩河             | 1881年3月4日                | 烏雷縣                                                                                                | 得名自多洛雷斯河，該河的原名為「el Rio de Nuestra Senora de los Dolores」，即「我们的悲伤女神之河」的西班牙語。                   | 2,064           | 1,076.93平方英里 （2,789平方公里）  | 標示出多洛雷斯縣位置的地圖     |
| 道格拉斯縣     | 035      | 城堡石           | 1861年11月1日               | 科罗拉多领地時期最初建立的十七個縣                                                                    | 史蒂芬·阿诺德·道格拉斯 （1813-1861），前伊利诺州参议员 （1847-1861）                                                              | 285,465         | 842.30平方英里 （2,182平方公里）    | 標示出道格拉斯縣位置的地圖     |
| 伊格爾縣       | 037      | 伊格爾           | 1883年2月11日               | 薩米特縣                                                                                              | 起源於縣內的伊格爾河 | 52,197          | 1,700.76平方英里 （4,405平方公里）  | 標示出伊格爾縣位置的地圖       |
| 艾爾帕索縣     | 041      | 科羅拉多斯普林斯 | 1861年11月1日               | 科罗拉多领地時期最初建立的十七個縣                                                                    | 得名自連接北美大平原和南帕克且位於縣內的尤特坳。而「El Paso」則是「the pass」坳的西班牙語                                         | 622,263         | 2,128.60平方英里 （5,513平方公里）  | 標示出艾爾帕索縣位置的地圖     |
| 艾伯特縣       | 039      | 基奧瓦           | 1874年2月2日                | 道格拉斯縣                                                                                            | 塞繆爾·希特·艾伯特（1833－1899），第六任科罗拉多领地州長（1873－1874）                                                            | 23,086          | 1,849.08平方英里 （4,789平方公里）  | 標示出艾伯特縣位置的地圖       |
| 弗里蒙特縣     | 043      | 峽谷城           | 1861年11月1日               | 科罗拉多领地時期最初建立的十七個縣                                                                    | 約翰·查爾斯·弗里蒙特（1813－1890），美國探險家、上將，及來自加利福尼亞州的美国参议院議員                                          | 46,824          | 1,533.09平方英里 （3,971平方公里）  | 標示出弗里蒙特縣位置的地圖     |
| 加菲爾德縣     | 045      | 格倫伍德斯普林斯 | 1883年2月10日               | 薩米特縣                                                                                              | 詹姆斯·艾布拉姆·加菲尔德 （1831－1881），第二十任美国总统（1881）                                                                 | 56,389          | 2,958.23平方英里 （7,662平方公里）  | 標示出加菲爾德縣位置的地圖     |
| 吉爾平縣       | 047      | 中心城           | 1861年11月1日               | 科罗拉多领地時期最初建立的十七個縣                                                                    | 威廉·吉爾平，首任科罗拉多领地州長                                                                                                 | 5,441           | 150.15平方英里 （389平方公里）      | 標示出吉爾平縣位置的地圖       |
| 格蘭德縣       | 049      | 熱薩爾弗斯普林斯 | 1874年2月2日                | 薩米特縣                                                                                              | 起源於縣內的格蘭德河。1921年，格蘭德河被重新命名為科羅拉多河，但並無更改縣名                                                      | 14,843          | 1,868.53平方英里 （4,839平方公里）  | 標示出格蘭德縣位置的地圖       |
| 甘尼森縣       | 051      | 甘尼森           | 1877年3月9日                | 萊克縣                                                                                                | 約翰·W·甘尼森（1812－1853），一名在1853年調查了涵蓋橫貫整個大陸鐵路的美國陸軍軍官                                                 | 15,324          | 3,259.22平方英里 （8,441平方公里）  | 標示出甘尼森縣位置的地圖       |
| 欣斯代爾縣     | 053      | 萊克城           | 1874年2月10日               | 萊克縣、科內霍斯縣和科斯蒂亞縣                                                                        | 喬治·阿倫·欣斯代爾（1826－1874），一名陸軍中尉及科罗拉多领地州長                                                                  | 843             | 1,123.35平方英里 （2,909平方公里）  | 標示出欣斯代爾縣位置的地圖     |
| 韋爾法諾縣     | 055      | 沃爾森堡         | 1861年11月1日               | 科罗拉多领地時期最初建立的十七個縣                                                                    | 得名自韋爾法諾火山，縣內唯一一座火山栓。而「Huerfano」則是「孤獨」的西班牙語                                                      | 6,711           | 1,592.37平方英里 （4,124平方公里）  | 標示出韋爾法諾縣位置的地圖     |
| 傑克遜縣       | 057      | 瓦爾登           | 1909年5月5日                | 拉里默爾縣                                                                                            | 安德鲁·杰克逊 （1767-1845），第七任美国总统（1829-1837）                                                                          | 1,394           | 1,619.75平方英里 （4,195平方公里）  | 標示出傑克遜縣位置的地圖       |
| 傑佛遜縣       | 059      | 戈爾登           | 1861年11月1日               | 科罗拉多领地時期最初建立的十七個縣                                                                    | 得名自傑弗遜領地。該領地得名自托马斯·杰斐逊（1743-1826），第三任美国总统（1801-1809）                                             | 534,543         | 772.85平方英里 （2,002平方公里）    | 標示出傑佛遜縣位置的地圖       |
| 凱厄瓦縣       | 061      | 伊茲             | 1889年4月11日               | 本特縣                                                                                                | 基奧瓦人，美國原住民的一支 | 1,398           | 1,785.90平方英里 （4,625平方公里）  | 標示出凱厄瓦縣位置的地圖       |
| 基特卡森縣     | 063      | 伯靈頓           | 1889年4月11日               | 艾伯特縣                                                                                              | 基特·卡森，美國著名的拓荒者和士兵                                                                                                 | 8,270           | 2,162.43平方英里 （5,601平方公里）  | 標示出基特卡森縣位置的地圖     |
| 拉普拉塔縣     | 067      | 杜蘭戈           | 1874年2月10日               | 萊克縣和科內霍斯縣                                                                                    | 得名自縣內豐富的銀礦石，而「La plata」則是「銀」的西班牙語                                                                        | 51,334          | 1,700.44平方英里 （4,404平方公里）  | 標示出拉普拉塔縣位置的地圖     |
| 萊克縣         | 065      | 萊德維爾         | 1861年11月1日               | 科罗拉多领地時期最初建立的十七個縣。此縣曾於1879年2月8日至2月10日期間被短暫命名為卡本內特縣。         | 得名自縣內的雙湖。 | 7,310           | 383.55平方英里 （993平方公里）      | 標示出萊克縣位置的地圖         |
| 拉里默爾縣     | 069      | 科林斯堡         | 1861年11月1日               | 科罗拉多领地時期最初建立的十七個縣                                                                    | 威廉·拉里默爾（1809－1875），一名先驅者和企業家                                                                                   | 299,630         | 2,631.75平方英里 （6,816平方公里）  | 標示出拉里默爾縣位置的地圖     |
| 拉斯阿尼馬斯縣 | 071      | 特立尼達         | 1866年2月9日                | 韋爾法諾縣.                                                                                           | 得名自珀加圖瓦爾河。此河的原名為「el Rio de las Animas Perdidas」，即「煉獄中的靈魂之河」的西班牙語                               | 15,507          | 4,773.2平方英里 （12,363平方公里）  | 標示出拉斯阿尼馬斯縣位置的地圖 |
| 林肯縣         | 073      | 休哥             | 1889年4月11日               | 艾伯特縣和本特縣                                                                                      | 亚伯拉罕·林肯 （1809-1865），美国第十六任总统 (1861-1865)                                                                         | 5,467           | 2,585.21平方英里 （6,696平方公里）  | 標示出林肯縣位置的地圖         |
| 洛根縣         | 075      | 斯特林           | 1887年2月25日               | 韋爾德縣                                                                                              | 約翰·亞歷山大·洛根（1826－1886），一名美國上將及來自伊利諾伊州的美国参议院                                                        | 22,709          | 1,845.31平方英里 （4,779平方公里）  | 標示出洛根縣位置的地圖         |
| 梅薩縣         | 077      | 大章克申         | 1883年2月14日               | 甘尼森縣                                                                                              | 得名自縣內平頂山（即高原上的平地）的地形                                                                                          | 146,723         | 3,345.69平方英里 （8,665平方公里）  | 標示出梅薩縣位置的地圖         |
| 米納勒爾縣     | 079      | 克里德           | 1893年3月27日               | 欣斯代爾縣、里奧格蘭德縣和薩沃奇縣                                                                    | 得名自縣內豐富的礦物 | 712             | 878.16平方英里 （2,274平方公里）    | 標示出米納勒爾縣位置的地圖     |
| 莫弗特縣       | 081      | 克雷格           | 1911年2月27日（1839－1911） | 魯特縣                                                                                                | 大衛·H·莫弗特，科羅拉多州的鐵路先驅                                                                                               | 13,795          | 4,755.86平方英里 （12,318平方公里） | 標示出莫弗特縣位置的地圖       |
| 蒙提祖馬縣     | 083      | 科爾特斯         | 1889年4月16日               | 拉普拉塔縣                                                                                            | 阿茲特克的統治者蒙特蘇馬二世（1475－1520）。他曾一度稱霸中美洲，最後卻被西班牙征服者埃爾南·科爾特斯所征服，導致阿茲特克帝國滅亡。 | 25,535          | 2,035.80平方英里 （5,273平方公里）  | 標示出蒙提祖馬縣位置的地圖     |
| 蒙特羅斯縣     | 085      | 蒙特羅斯         | 1883年2月11日               | 甘尼森縣                                                                                              | 得名自縣內的城市蒙特羅斯，而該城市得名自1819年由沃尔特·司各特所寫的小說《蒙特羅斯的傳說》                                         | 41,276          | 2,246.43平方英里 （5,818平方公里）  | 標示出蒙特羅斯縣位置的地圖     |
| 摩根縣         | 087      | 摩根堡           | 1889年2月19日               | 韋爾德縣                                                                                              | 得名自縣治摩根堡，而該城市得名自克里斯托弗·A·摩根上校                                                                             | 28,159          | 1,293.83平方英里 （3,351平方公里）  | 標示出摩根縣位置的地圖         |
| 奧特羅縣       | 089      | 拉洪塔           | 1889年3月25日               | 本特縣                                                                                                | 米格爾·安東尼奧·奧特羅，美國西南部一名傑出的貴族                                                                                  | 18,831          | 1,267.66平方英里 （3,283平方公里）  | 標示出奧特羅縣位置的地圖       |
| 烏雷縣         | 091      | 烏雷             | 1877年1月18日               | 欣斯代爾縣和萊克縣。曾在1883年2月27日至3月2日期間被命名為安康帕涅爾縣                                 | 烏雷，尤特族，一支美國原住民的首領                                                                                                | 4,436           | 542.30平方英里 （1,405平方公里）    | 標示出烏雷縣位置的地圖         |
| 帕克縣         | 093      | 費爾普萊         | 1861年11月1日               | 科罗拉多领地時期最初建立的十七個縣                                                                    | 佔用縣內大部分土地的南帕克 | 16,206          | 2,209.36平方英里 （5,722平方公里）  | 標示出帕克縣位置的地圖         |
| 菲利普斯縣     | 095      | 霍利奧克         | 1889年3月27日               | 洛根縣                                                                                                | R·O·菲利普斯，林肯土地公司的部長，因在當地售賣農地而知名                                                                          | 4,442           | 688.30平方英里 （1,783平方公里）    | 標示出菲利普斯縣位置的地圖     |
| 皮特金縣       | 097      | 阿斯彭           | 1881年2月23日               | 甘尼森縣                                                                                              | 弗雷德里克·沃克·皮特金（1837－1886），第二任州長（1879－1883）                                                                    | 17,148          | 970.37平方英里 （2,513平方公里）    | 標示出皮特金縣位置的地圖       |
| 普洛韋斯縣     | 099      | 拉馬爾           | 1889年4月11日               | 本特縣                                                                                                | 約翰·W·普洛韋斯，一名開發阿肯色河谷地的先驅                                                                                       | 12,551          | 1,645.37平方英里 （4,261平方公里）  | 標示出普洛韋斯縣位置的地圖     |
| 普韋布洛縣     | 101      | 普韋布洛         | 1861年11月1日               | 科罗拉多领地時期最初建立的十七個縣                                                                    | 得名自縣治普韋布洛，而「Pueblo」則是「村莊」或「人民」的西班牙語                                                                  | 159,063         | 2,396.77平方英里 （6,208平方公里）  | 標示出普韋布洛縣位置的地圖     |
| 里奧布蘭科縣   | 103      | 米克             | 1889年3月25日               | 加菲爾德縣                                                                                            | 得名自自懷特汀，而「Rio Blanco」則是該河的西班牙語                                                                                | 6,666           | 3,226.24平方英里 （8,356平方公里）  | 標示出里奧布蘭科縣位置的地圖   |
| 里奧格蘭德縣   | 105      | 德爾諾特         | 1874年2月10日               | 科斯蒂亞縣和科內霍斯縣                                                                                | 得名自格蘭德河，因該河流經該縣而得名                                                                                              | 11,982          | 913.10平方英里 （2,365平方公里）    | 標示出里奧格蘭德縣位置的地圖   |
| 魯特縣         | 107      | 斯廷博特斯普林斯 | 1877年1月29日               | 格蘭德縣                                                                                              | 約翰·隆恩·魯特（1826－1909），第一任州長（1876－1879）                                                                            | 23,509          | 2,362.11平方英里 （6,118平方公里）  | 標示出魯特縣位置的地圖         |
| 薩沃奇縣       | 109      | 薩沃奇           | 1866年12月29日              | 萊克縣和科斯蒂亞縣                                                                                    | 「沙丘」的尤特語。 | 6,108           | 3,168.32平方英里 （8,206平方公里）  | 標示出薩沃奇縣位置的地圖       |
| 聖胡安縣       | 111      | 錫爾弗頓         | 1876年1月31日               | 萊克縣                                                                                                | 得名自自聖胡安河和圣胡安山脉，而這些地方則得名自西班牙探险者使徒約翰。                                                            | 699             | 388.99平方英里 （1,007平方公里）    | 標示出聖胡安縣位置的地圖       |
| 聖米格爾縣     | 113      | 特柳賴德         | 1883年3月2日                | 聖胡安縣                                                                                              | 得名自圣米格尔河和圣胡安山脉，而這些地方則得名自《聖經》上的米迦勒天使                                                            | 7,359           | 1,290.76平方英里 （3,343平方公里）  | 標示出聖米格爾縣位置的地圖     |
| 塞奇威克縣     | 115      | 朱爾斯堡         | 1889年4月9日                | 洛根縣.                                                                                               | 得名自塞奇威克堡，而該城堡則得名自美國上將約翰·塞奇威克（1813－1864）                                                             | 2,379           | 548.83平方英里 （1,421平方公里）    | 標示出塞奇威克縣位置的地圖     |
| 薩米特縣       | 117      | 布雷肯里奇       | 1861年11月1日               | 科罗拉多领地時期最初建立的十七個縣                                                                    | 得名自縣內許多的顶峰 | 27,994          | 618.9平方英里 （1,603平方公里）     | 標示出薩米特縣位置的地圖       |
| 特勒縣         | 119      | 克里普爾溪       | 1899年3月23日               | 厄爾巴索縣和弗里蒙特縣                                                                                | 亨利·穆爾·特勒（1830－1914），來自科羅拉多州的美国参议院議員（1876－1882、1885－1909）及美國內政部長（1882－1885）                | 23,350          | 558.58平方英里 （1,447平方公里）    | 標示出特勒縣位置的地圖         |
| 華盛頓縣       | 121      | 阿克倫           | 1887年2月9日                | 韋爾德縣.                                                                                             | 乔治·华盛顿 （1732-1799），第一任美國總統 （1789-1797）                                                                           | 4,814           | 2,522.90平方英里 （6,534平方公里）  | 標示出華盛頓縣位置的地圖       |
| 韋爾德縣       | 123      | 格里利           | 1861日年11月1日             | 科罗拉多领地時期最初建立的十七個縣                                                                    | 劉易斯·萊德亞·韋爾德（1833－1865），首任科罗拉多领地部長                                                                          | 252,825         | 4,013.84平方英里 （10,396平方公里） | 標示出韋爾德縣位置的地圖       |
| 尤馬縣         | 125      | 雷               | 1889年3月15日               | 華盛頓縣                                                                                              | 尤馬人，美國原住民的一支 | 10,043          | 2,369.61平方英里 （6,137平方公里）  | 標示出尤馬縣位置的地圖         |

## 列表二

一張可放大的科羅拉多州64個縣的地圖

以下的可排序列表列出了科羅拉多州64個縣的資料，包括：
1. 各個縣的官方名稱[11]
2. 各個縣的國際資訊技術標準委員會（英语：International Committee for Information Technology Standards）（簡稱INCIT）代碼[12]
3. 各個縣的成立日期[13]
4. 各個縣的县城[14]
5. 根據2013年7月1日美国人口调查局統計各個縣的人口數量排名[12]
6. 根據2013年7月1日美国人口调查局統計各個縣的人口[12]
7. 根據2010年4月1日2010年美國人口普查統計各個縣的人口[12]
8. 從2010年4月1日到2013年7月1日各個縣的人口變化百分比[12]
9. 各個縣一張詳細的路線圖[15]
10. 各個縣每平方公里的人口密度[12]
11. 各個縣的陸地面積[12]
12. 各個縣的水域面積[12]
13. 各個縣的總面積[12]
14. 各個縣的海拔最高點[註 3][註 4][16]
15. 各個縣的海拔最低點[17][註 5]
16. 各個縣的纬度[12]
17. 各個縣的经度[12]

| 縣份名稱       | INCITS代碼 | 成立日期        | 縣治             | 人口排名 | 2013年人口 | 2010年人口 | 變化百分比 | 地圖                        | 人口密度                            | 土地面積                                  | 水域面積                           | 總面積                                    | 最高海拔          | 最低海拔         | 緯度     | 經度      |
| -------------- | ---------- | --------------- | ---------------- | -------- | ---------- | ---------- | ---------- | --------------------------- | ----------------------------------- | ----------------------------------------- | ---------------------------------- | ----------------------------------------- | ----------------- | ---------------- | -------- | --------- |
| 亞當斯縣       | 08001      | 1902年11月15日  | 布萊頓           | 5        | 469,193    | 441,603    | +6.25%     | 地圖 （页面存档备份，存于） | 393.6 /平方英里 152.0 /平方公里     | 1,167.653 平方英里 3,024.208 平方公里     | 16.243 平方英里 42.070 平方公里    | 1,183.897 平方英里 3,066.278 平方公里     | 5,668 呎 1728 米  | 4,432 呎 1351 米 | 39.87° N | 104.33° W |
| 阿拉莫薩縣     | 08003      | 1913年3月8日    | 阿拉莫薩         | 29       | 16,253     | 15,445     | +5.23%     | 地圖 （页面存档备份，存于） | 21.4 /平方英里 8.3 /平方公里        | 722.643 平方英里 1,871.637 平方公里       | 0.698 平方英里 1.808 平方公里      | 723.341 平方英里 1,873.445 平方公里       | 14,351 呎 4374 米 | 6,387 呎 1947 米 | 37.57° N | 105.79° W |
| 阿拉帕霍縣     | 08005      | 1861年11月1日   | 利特爾頓         | 3        | 607,070    | 572,003    | +6.13%     | 地圖 （页面存档备份，存于） | 716.7 /平方英里 276.7 /平方公里     | 798.100 平方英里 2,067.070 平方公里       | 7.337 平方英里 19.004 平方公里     | 805.438 平方英里 2,086.074 平方公里       | 6,218 呎 1895 米  | 4,730 呎 1442 米 | 39.64° N | 104.33° W |
| 阿丘利塔縣     | 08007      | 1885年4月14日   | 帕戈薩斯普林斯   | 36       | 12,194     | 12,084     | +0.91%     | 地圖 （页面存档备份，存于） | 8.9 /平方英里 3.5 /平方公里         | 1,350.175 平方英里 3,496.938 平方公里     | 5.339 平方英里 13.828 平方公里     | 1,355.514 平方英里 3,510.765 平方公里     | 13,308 呎 4056 米 | 6,085 呎 1855 米 | 37.20° N | 107.05° W |
| 巴卡縣         | 08009      | 1889年4月16日   | 斯普林菲爾德     | 55       | 3,682      | 3,788      | −2.80%     | 地圖 （页面存档备份，存于） | 1.5 /平方英里 0.6 /平方公里         | 2,554.967 平方英里 6,617.334 平方公里     | 2.372 平方英里 6.142 平方公里      | 2,557.338 平方英里 6,623.476 平方公里     | 5,293 呎 1613 米  | 3,458 呎 1054 米 | 37.30° N | 102.54° W |
| 本特縣         | 08011      | 1870年2月11日   | 拉斯阿尼馬斯     | 47       | 5,688      | 6,499      | −12.48%    | 地圖 （页面存档备份，存于） | 4.3 /平方英里 1.7 /平方公里         | 1,512.861 平方英里 3,918.292 平方公里     | 28.222 平方英里 73.094 平方公里    | 1,541.083 平方英里 3,991.386 平方公里     | 4,857 呎 1481 米  | 3,671 呎 1119 米 | 37.93° N | 103.08° W |
| 圓石縣         | 08013      | 1861年11月1日   | 波德             | 7        | 310,048    | 294,567    | +5.26%     | 地圖 （页面存档备份，存于） | 405.6 /平方英里 156.6 /平方公里     | 726.289 平方英里 1,881.080 平方公里       | 14.081 平方英里 36.469 平方公里    | 740.370 平方英里 1,917.549 平方公里       | 14,259 呎 4346 米 | 4,717 呎 1438 米 | 40.09° N | 105.40° W |
| 布盧姆菲爾德   | 08014      | 2001年11月15日  | 布盧姆菲爾德     | 12       | 59,471     | 55,889     | +6.41%     | 地圖                        | 1,691.9 /平方英里 653.2 /平方公里   | 33.034 平方英里 85.558 平方公里           | 0.566 平方英里 1.466 平方公里      | 33.600 平方英里 87.024 平方公里           | 5,848 呎 1783 米  | 4,691 呎 1430 米 | 39.95° N | 105.05° W |
| 查菲縣         | 08015      | 1879年2月10日   | 薩利達           | 27       | 18,510     | 17,809     | +3.94%     | 地圖 （页面存档备份，存于） | 17.6 /平方英里 6.8 /平方公里        | 1,013.403 平方英里 2,624.702 平方公里     | 1.550 平方英里 4.013 平方公里      | 1,014.953 平方英里 2,628.716 平方公里     | 14,427 呎 4397 米 | 5,298 呎 1615 米 | 38.74° N | 106.32° W |
| 夏延縣         | 08017      | 1889年3月25日   | 夏延韋爾斯       | 59       | 1,890      | 1,836      | +2.94%     | 地圖 （页面存档备份，存于） | 1.0 /平方英里 0.4 /平方公里         | 1,778.276 平方英里 4,605.713 平方公里     | 3.153 平方英里 8.166 平方公里      | 1,781.429 平方英里 4,613.879 平方公里     | 5,257 呎 1602 米  | 3,740 呎 1140 米 | 38.84° N | 102.60° W |
| 克利爾克里克縣 | 08019      | 1861年11月1日   | 喬治敦           | 39       | 9,031      | 9,088      | −0.63%     | 地圖 （页面存档备份，存于） | 23.0 平方英里 8.9 /平方公里         | 395.227 平方英里 1,023.633 平方公里       | 1.266 平方英里 3.280 平方公里      | 396.493 平方英里 1,026.913 平方公里       | 14,278 呎 4352 米 | 5,075 呎 1547 米 | 39.69° N | 105.67° W |
| 科內霍斯縣     | 08021      | 1861年11月7日   | 科內霍斯         | 40       | 8,277      | 8,256      | +0.25%     | 地圖 （页面存档备份，存于） | 6.4 /平方英里 2.5 公/平方公里       | 1,287.391 平方英里 3,334.326 平方公里     | 3.566 平方英里 9.235 平方公里      | 1,290.956 平方英里 3,343.561 平方公里     | 13,179 呎 4017 米 | 7,404 呎 2257 米 | 37.21° N | 106.18° W |
| 科斯蒂亞縣     | 08023      | 1861年11月1日   | 聖路易斯縣       | 56       | 3,518      | 3,524      | −0.17%     | 地圖 （页面存档备份，存于） | 2.9 /平方英里 1.1 /平方公里         | 1,226.952 平方英里 3,177.790 平方公里     | 3.409 平方英里 8.829 平方公里      | 1,230.360 平方英里 3,186.619 平方公里     | 14,351 呎 4374 米 | 7,375 呎 2248 米 | 37.28° N | 105.43° W |
| 克羅利縣       | 08025      | 1911年5月29日   | 奧德韋           | 50       | 5,322      | 5,823      | −8.60%     | 地圖 （页面存档备份，存于） | 7.4 公/平方英里 2.9 /平方公里       | 787.421 平方英里 2,039.411平方公里        | 12.908 平方英里 33.430 平方公里    | 800.329 平方英里 2,072.842 平方公里       | 5,228 呎 1593 米  | 3,966 呎 1209 米 | 38.32° N | 103.79° W |
| 卡斯特縣       | 08027      | 1877年3月9日    | 韋斯特克利夫     | 54       | 4,285      | 4,255      | +0.71%     | 地圖 （页面存档备份，存于） | 5.8 /平方英里 2.2 /平方公里         | 738.625 平方英里 1,913.031 平方公里       | 1.299 平方英里 3.365 平方公里      | 739.925 平方英里 1,916.396 平方公里       | 14,246 呎 4342 米 | 4,547 呎 1386 米 | 38.10° N | 105.37° W |
| 德爾塔縣       | 08029      | 1883年2月11日   | 德爾塔           | 18       | 30,483     | 30,952     | −1.52%     | 地圖 （页面存档备份，存于） | 27.1 /平方英里 10.5 /平方公里       | 1,142.050 平方英里 2,957.897 平方公里     | 6.549 平方英里 16.961 平方公里     | 1,148.599 平方英里 2,974.858 平方公里     | 11,396 呎 3474 米 | 4,763 呎 1452 米 | 38.86° N | 107.86° W |
| 丹佛           | 08031      | 1902年12月1日   | 丹佛             | 2        | 649,495    | 600,158    | +8.22%     | 地圖                        | 3,922.6 /平方英里 1,514.5 /平方公里 | 153.000 平方英里 396.269 平方公里         | 1.631 平方英里 4.225 平方公里      | 154.632 平方英里 400.494 平方公里         | 5,688 呎 1734 米  | 4,803 呎 1464 米 | 39.76° N | 104.88° W |
| 多洛雷斯縣     | 08033      | 1881年3月4日    | 鳩河             | 58       | 2,029      | 2,064      | −1.70%     | 地圖 （页面存档备份，存于） | 1.9 /平方英里 0.7 /平方公里         | 1,067.051 平方英里 2,763.650 平方公里     | 1.049 平方英里 2.716 平方公里      | 1,068.100 平方英里 2,766.366 平方公里     | 14,252 呎 4344 米 | 4,911 呎 1497 米 | 37.75° N | 108.53° W |
| 道格拉斯縣     | 08035      | 1861年11月1日   | 羅克堡           | 8        | 305,963    | 285,465    | +7.18%     | 地圖 （页面存档备份，存于） | 339.7 /平方英里 131.2 /平方公里     | 840.248 平方英里 2,176.232 平方公里       | 2.621 平方英里 6.789 平方公里      | 842.869 平方英里 2,183.022 平方公里       | 9,836 呎 2998 米  | 5,242 呎 1598 米 | 39.33° N | 104.93° W |
| 伊格爾縣       | 08037      | 1883年2月11日   | 伊格爾           | 15       | 52,460     | 52,197     | +0.50%     | 地圖 （页面存档备份，存于） | 31.0 /平方英里 12.0 公/平方公里     | 1,684.530 平方英里 4,362.912 平方公里     | 7.261 平方英里 18.806 平方公里     | 1,691.791 平方英里 4,381.718 平方公里     | 14,011 呎 4271 米 | 6,220 呎 1896 米 | 39.63° N | 106.69° W |
| 艾伯特縣       | 08039      | 1874年2月2日    | 基奧瓦           | 22       | 23,733     | 23,086     | +2.80%     | 地圖 （页面存档备份，存于） | 12.5 /平方英里 4.8 /平方公里        | 1,850.847 平方英里 4,793.671 平方公里     | 0.171 平方英里 0.442 平方公里      | 1,851.018 平方英里 4,794.113 平方公里     | 7,374 呎 2248 米  | 4,580 呎 1396 米 | 39.31° N | 104.12° W |
| 厄爾巴索縣     | 08041      | 1861年11月1日   | 科罗拉多斯普林斯 | 1        | 655,044    | 622,263    | +5.27%     | 地圖 （页面存档备份，存于） | 292.6 /平方英里 113.0 /平方公里     | 2,126.801 平方英里 5,508.390 平方公里     | 2.746 平方英里 7.112 平方公里      | 2,129.547 平方英里 5,515.501 平方公里     | 14,115 呎 4302 米 | 5,055 呎 1541 米 | 38.83° N | 104.53° W |
| 佛里蒙特縣     | 08043      | 1861年11月1日   | 峽谷城           | 16       | 46,451     | 46,824     | −0.80%     | 地圖 （页面存档备份，存于） | 30.5 /平方英里 11.8 /平方公里       | 1,533.068 平方英里 3,970.627 平方公里     | 0.863 平方英里 2.235 平方公里      | 1,533.931 平方英里 3,972.863 平方公里     | 13,110 呎 3996 米 | 4,573 呎 1394 米 | 38.46° N | 105.42° W |
| 加菲爾德縣     | 08045      | 1883年2月10日   | 格倫伍德斯普林斯 | 13       | 57,302     | 56,389     | +1.62%     | 地圖 （页面存档备份，存于） | 19.1 /平方英里 7.4 /平方公里        | 2,947.563 平方英里 7,634.154 平方公里     | 8.274 平方英里 21.431 平方公里     | 2,955.838 平方英里 7,655.584 平方公里     | 12,361 呎 3768 米 | 4,471 呎 1363 米 | 39.60° N | 107.91° W |
| 吉爾平縣       | 08047      | 1861年11月1日   | 中心城           | 48       | 5,601      | 5,441      | +2.94%     | 地圖 （页面存档备份，存于） | 36.3 /平方英里 14.0 /平方公里       | 149.896 平方英里 388.229 平方公里         | 0.364 平方英里 0.942 平方公里      | 150.260 平方英里 389.171 平方公里         | 13,300 呎 4054 米 | 4,983 呎 1519 米 | 39.86° N | 105.53° W |
| 格蘭德縣       | 08049      | 1874年2月2日    | 熱薩爾弗斯普林斯 | 33       | 14,289     | 14,843     | −3.73%     | 地圖 （页面存档备份，存于） | 8.0 /平方英里 3.1 /平方公里         | 1,846.330 平方英里 4,781.972 平方公里     | 23.263 平方英里 60.250 平方公里    | 1,869.592 平方英里 4,842.222 平方公里     | 13,559 呎 4133 米 | 6,040 呎 1841 米 | 40.12° N | 106.10° W |
| 甘尼森縣       | 08051      | 1877-03-09      | 甘尼森縣         | 31       | 15,507     | 15,324     | +1.19%     | 地圖 （页面存档备份，存于） | 4.7 平方英里 1.8 /平方公里          | 3,239.099 平方英里 8,389.229 平方公里     | 20.530 平方英里 53.172 平方公里    | 3,259.629 平方英里 8,442.401 平方公里     | 14,279 呎 4352 米 | 7,178 呎 2188 米 | 38.67° N | 107.08° W |
| 欣斯代爾縣     | 08053      | 1874年2月10日   | 萊克城           | 62       | 813        | 843        | −3.56%     | 地圖 （页面存档备份，存于） | 0.8 /平方英里 0.3 /平方公里         | 1,117.251 平方英里 2,893.668 平方公里     | 5.917 平方英里 15.325 平方公里     | 1,123.168 平方英里 2,908.992 平方公里     | 14,321 呎 4365 米 | 7,299 呎 2225 米 | 37.81° N | 107.38° W |
| 韋爾法諾縣     | 08055      | 1861年11月1日   | 沃爾森堡         | 45       | 6,519      | 6,711      | −2.86%     | 地圖 （页面存档备份，存于） | 4.2 /平方英里 1.6 /平方公里         | 1,591.001 平方英里 4,120.673 平方公里     | 2.236 平方英里 5.792 平方公里      | 1,593.237 平方英里 4,126.465 平方公里     | 14,326 呎 4366 米 | 4,445 呎 1355 米 | 37.69° N | 104.96° W |
| 傑克遜縣       | 08057      | 1909年5月5日    | 瓦爾登           | 61       | 1,365      | 1,394      | −2.08%     | 地圖 （页面存档备份，存于） | 0.9 /平方英里 0.3 /平方公里         | 1,613.723 平方英里 4,179.523 平方公里     | 7.239 平方英里 18.750 平方公里     | 1,620.962 平方英里 4,198.273 平方公里     | 12,954 呎 3948 米 | 4,865 呎 1483 米 | 40.66° N | 106.33° W |
| 傑佛遜縣       | 08059      | 1861年11月1日   | 戈爾登           | 4        | 551,798    | 534,543    | +3.23%     | 地圖 （页面存档备份，存于） | 699.5 /平方英里 270.1 /平方公里     | 764.208 平方英里 1,979.290 平方公里       | 9.825 平方英里 25.446 平方公里     | 774.033 平方英里 2,004.736 平方公里       | 11,589 呎 3532 米 | 4,986 呎 1520 米 | 39.59° N | 105.25° W |
| 凱厄瓦縣       | 08061      | 1889年4月11日   | 伊茲             | 60       | 1,423      | 1,398      | +1.79%     | 地圖 （页面存档备份，存于） | 0.8 /平方英里 0.3 /平方公里         | 1,767.767 平方英里 4,578.496 平方公里     | 18.160 平方英里 47.033 平方公里    | 1,785.927 平方英里 4,625.529 平方公里     | 4,697 呎 1432 米  | 3,687 ft 1124 米 | 38.39° N | 102.76° W |
| 基特卡森縣     | 08063      | 1889年4月11日   | 伯靈頓           | 41       | 8,037      | 8,270      | −2.82%     | 地圖 （页面存档备份，存于） | 3.8 平方英里 1.5 /平方公里          | 2,160.822 平方英里 5,596.502 平方公里     | 0.869 平方英里 2.252 平方公里      | 2,161.691 平方英里 5,598.754 平方公里     | 5,297 呎 1615 米  | 3,523 呎 1074 米 | 39.31° N | 102.60° W |
| 萊克縣         | 08065      | 1861年11月1日   | 萊德維爾         | 43       | 7,306      | 7,306      | 0.00%      | 地圖 （页面存档备份，存于） | 19.4 /平方英里 7.5 /平方公里        | 376.911 平方英里 976.194 平方公里         | 6.998 平方英里 18.124 平方公里     | 383.909 平方英里 994.319 平方公里         | 14,440 呎 4401 米 | 8,720 呎 2658 米 | 39.20° N | 106.35° W |
| 拉普拉塔縣     | 08067      | 1874年2月10日   | 杜蘭戈           | 14       | 53,284     | 51,334     | +3.80%     | 地圖 （页面存档备份，存于） | 30.3 /平方英里 11.7 /平方公里       | 1,692.078 平方英里 4,382.463 平方公里     | 7.629 平方英里 19.760 平方公里     | 1,699.708 平方英里 4,402.223 平方公里     | 14,093 呎 4296 米 | 4,268 呎 1301 米 | 37.29° N | 107.84° W |
| 拉里默爾縣     | 08069      | 1861年11月1日   | 科林斯堡         | 6        | 315,988    | 299,630    | +5.46%     | 地圖 （页面存档备份，存于） | 115.4 /平方英里 44.6 /平方公里      | 2,596.002 平方英里 6,723.613 平方公里     | 37.952 平方英里 98.295 平方公里    | 2,633.954 平方英里 6,821.909 平方公里     | 13,573 呎 4137 米 | 4,557 呎 1389 米 | 40.66° N | 105.48° W |
| 拉斯阿尼馬斯縣 | 08071      | 1866年2月9日    | 特立尼達         | 32       | 14,446     | 15,507     | −6.84%     | 地圖 （页面存档备份，存于） | 3.2 /平方英里 1.3 /平方公里         | 4,772.671 平方英里 12,361.162 平方公里    | 2.676 平方英里 6.930 平方公里      | 4,775.347 平方英里> 12,368.092 平方公里   | 13,631 呎 4155 米 | 4,317 呎 1316 米 | 37.32° N | 104.04° W |
| 林肯縣         | 08073      | 1889年4月11日   | 休哥             | 49       | 5,430      | 5,467      | −0.68%     | 地圖 （页面存档备份，存于） | 2.1 /平方英里 0.8 /平方公里         | 2,577.626 平方英里 6,676.021 平方公里     | 8.796 平方英里 22.781 平方公里     | 2,586.422 平方英里 6,698.802 平方公里     | 5,973 呎 1821 米  | 3,923 呎 1196 米 | 38.99° N | 103.51° W |
| 洛根縣         | 08075      | 1887年2月25日   | 斯特林           | 25       | 22,450     | 22,709     | −1.14%     | 地圖 （页面存档备份，存于） | 12.4 /平方英里 4.8 /平方公里        | 1,838.546 平方英里 4,761.813 平方公里     | 6.318 平方英里 16.364 平方公里     | 1,844.864 平方英里 4,778.177 平方公里     | 4,947 呎 1508 米  | 3,428 呎 1045 米 | 40.73° N | 103.09° W |
| 梅薩縣         | 08077      | 1883日年2月14日 | 大章克申         | 11       | 147,554    | 146,723    | +0.57%     | 地圖 （页面存档备份，存于） | 44.1 /平方英里 17.0 /平方公里       | 3,328.974 平方英里 8,622.003 平方公里     | 12.149 平方英里 31.467 平方公里    | 3,341.123 平方英里 8,653.470 平方公里     | 11,236 呎 3425 米 | 4,337 呎 1322 米 | 39.02° N | 108.46° W |
| 米納勒爾縣     | 08079      | 1893年3月27日   | 克里德           | 63       | 721        | 712        | +1.26%     | 地圖 （页面存档备份，存于） | 0.8 /平方英里 0.3 /平方公里         | 875.666 平方英里 2,267.966 平方公里       | 2.016 平方英里 5.222 平方公里      | 877.683 平方英里 2,273.188 平方公里       | 13,902 呎 4237 米 | 7,549 呎 2301 米 | 37.65° N | 106.93° W |
| 莫弗特縣       | 08081      | 1911年2月27日   | 克雷格           | 34       | 13,103     | 13,795     | −5.02%     | 地圖 （页面存档备份，存于） | 2.9 /平方英里 1.1 /平方公里         | 4,743.290 平方英里 12,285.065 平方公里    | 7.622 平方英里 19.742 平方公里     | 4,750.912 平方英里 12,304.807 平方公里    | 10,840 呎 3304 米 | 4,993 呎 1522 米 | 40.57° N | 108.20° W |
| 蒙提祖馬縣     | 08083      | 1889年4月16日   | 科爾特斯         | 21       | 25,642     | 25,535     | +0.42%     | 地圖 （页面存档备份，存于） | 12.6 /平方英里 4.9 公/平方公里      | 2,029.527 平方英里 5,256.451 平方公里     | 10.624 平方英里 27.517 平方公里    | 2,040.151 平方英里 5,283.968 平方公里     | 13,237 呎 4035 米 | 4,639 呎 1414 米 | 37.34° N | 108.60° W |
| 蒙特羅斯縣     | 08085      | 1883年2月11日   | 蒙特羅斯         | 17       | 40,713     | 41,276     | −1.36%     | 地圖 （页面存档备份，存于） | 18.4 /平方英里 7.1 /平方公里        | 2,240.695 平方英里 5,803.373 平方公里     | 1.901 平方英里 4.923 平方公里      | 2,242.596 平方英里 5,808.296 平方公里     | 11,453 呎 3491 米 | 4,711 呎 1436 米 | 38.41° N | 108.26° W |
| 摩根縣         | 08087      | 1889年2月19日   | 摩根堡           | 20       | 28,404     | 28,159     | +0.87%     | 地圖 （页面存档备份，存于） | 22.0 /平方英里 8.5 公/平方公里      | 1,280.433 平方英里 3,316.305 平方公里     | 13.310 平方英里 34.474 平方公里    | 1,293.743 平方英里 3,350.779 平方公里     | 4,937 呎 1505 米  | 3,989 呎 1216 米 | 40.26° N | 103.81° W |
| 奧特羅         | 08089      | 1889年3月25日   | 拉洪塔           | 26       | 18,703     | 18,831     | −0.68%     | 地圖 （页面存档备份，存于） | 14.9 /平方英里 5.8 /平方公里        | 1,261.961 平方英里 3,268.465 平方公里     | 7.742 平方英里 20.052 平方公里     | 1,269.704 平方英里 3,288.518 平方公里     | 5,273 呎 1607 米  | 3,809 呎 1161 米 | 37.88° N | 103.72° W |
| 烏雷縣         | 08091      | 1877-01-18      | 烏雷             | 52       | 4,557      | 4,436      | +2.73%     | 地圖 （页面存档备份，存于） | 8.2 /平方英里 3.2 公/平方公里       | 541.593 平方英里 1,402.719 平方公里       | 0.618 平方英里 1.600 平方公里      | 542.210 平方英里 1,404.318 平方公里       | 14,158 呎 4315 米 | 6,315 呎 1925 米 | 38.15° N | 107.77° W |
| 帕克縣         | 08093      | 1861年11月1日   | 費爾普萊         | 30       | 16,121     | 16,206     | −0.52%     | 地圖 （页面存档备份，存于） | 7.4 /平方英里 2.9 /平方公里         | 2,193.846 平方英里 5,682.034 平方公里     | 16.807 平方英里 43.531 平方公里    | 2,210.653 平方英里 5,725.565 平方公里     | 14,293 ft 4357 m  | 5,826 ft 1776 m  | 39.12° N | 105.72° W |
| 菲利普斯縣     | 08095      | 1889年3月27日   | 霍利奧克         | 53       | 4,356      | 4,442      | −1.94%     | 地圖 （页面存档备份，存于） | 6.5 /平方英里 2.5 /平方公里         | 687.928 平方英里 1,781.725 平方公里       | 0.117 平方英里 0.302 平方公里      | 688.044 平方英里 1,782.027 平方公里       | 4,117 呎 1255 米  | 3,582 呎 1092 米 | 40.59° N | 102.35° W |
| 皮特金縣       | 08097      | 1881年3月23日   | 阿斯彭           | 28       | 17,379     | 17,148     | +1.35%     | 地圖 （页面存档备份，存于） | 17.7 /平方英里 6.8 /平方公里        | 970.697 平方英里 2,514.094 平方公里       | 2.498 平方英里 6.469 平方公里      | 973.195 平方英里 2,520.564 平方公里       | 14,279 呎 4352 米 | 5,695 呎 1736 米 | 39.22° N | 106.92° W |
| 普洛韋斯縣     | 08099      | 1889年4月11日   | 拉馬爾縣         | 35       | 12,291     | 12,551     | −2.07%     | 地圖 （页面存档备份，存于） | 7.7 /平方英里 3.0 /平方公里         | 1,638.394 平方英里 4,243.422 平方公里     | 5.928 平方英里 15.353 平方公里     | 1,644.322 平方英里 4,258.775 平方公里     | 4,713 呎 1437 米  | 3,346 呎 1020 米 | 37.96° N | 102.39° W |
| 普韋布洛縣     | 08101      | 1861年11月1日   | 普韋布洛         | 10       | 161,451    | 159,063    | +1.50%     | 地圖 （页面存档备份，存于） | 66.7 /平方英里 25.7 /平方公里       | 2,386.104 平方英里 6,179.981 平方公里     | 11.691 平方英里 30.280 平方公里    | 2,397.795 平方英里 6,210.261 平方公里     | 12,352 呎 3765 米 | 4,291 呎 1308 米 | 38.17° N | 104.49° W |
| 里奥布兰科县   | 08103      | 1889年3月25日   | 米克             | 44       | 6,807      | 6,666      | +2.12%     | 地圖 （页面存档备份，存于） | 2.1 平方英里 0.8 /平方公里          | 3,220.933 /平方英里 8,342.179 平方公里    | 1.880 平方英里 4.868 平方公里      | 3,222.813 平方英里 8,347.047 平方公里     | 12,033 呎 3668 米 | 5,062 呎 1543 米 | 39.97° N | 108.20° W |
| 里奧格蘭德縣   | 08105      | 1874年2月10日   | 德爾諾特縣       | 37       | 11,803     | 11,982     | −1.49%     | 地圖 （页面存档备份，存于） | 13.1 /平方英里 5.1 /平方公里        | 911.958 平方英里 2,361.960 平方公里       | 0.380 平方英里 0.984 平方公里      | 912.338 平方英里 2,362.944 平方公里       | 13,209 呎 4026 米 | 7,467 呎 2276 米 | 37.49° N | 106.45° W |
| 魯特縣         | 08107      | 1877年1月29日   | 斯廷博特斯普林斯 | 23       | 23,513     | 23,509     | +0.02%     | 地圖 （页面存档备份，存于） | 10.0 /平方英里 3.8 /平方公里        | 2,362.026 平方英里 6,117.619 平方公里     | 6.110 平方英里 15.826 平方公里     | 2,368.136 平方英里 6,133.445 平方公里     | 12,185 呎 3714 米 | 6,266 呎 1910 米 | 40.48° N | 106.99° W |
| 薩沃奇縣       | 08109      | 1866-12-29      | 薩沃奇           | 46       | 6,208      | 6,108      | +1.64%     | 地圖 （页面存档备份，存于） | 1.9 /平方英里 0.7 /平方公里         | 3,168.524 平方英里 8,206.441 平方公里     | 1.720 平方英里 4.455 平方公里      | 3,170.244 平方英里 8,210.895 平方公里     | 14,300 呎 4359 米 | 6,013 呎 1833 米 | 38.03° N | 106.25° W |
| 聖胡安縣       | 08111      | 1876年1月31日   | 錫爾弗頓         | 64       | 692        | 699        | −1.00%     | 地圖 （页面存档备份，存于） | 1.8 /平方英里 0.7 /平方公里         | 387.488 平方英里 1,003.588 平方公里       | 0.786 平方英里 2.036 平方公里      | 388.274 平方英里 1,005.624 平方公里       | 13,900 呎 4237 米 | 7,683 呎 2342 米 | 37.78° N | 107.67° W |
| 聖米格爾縣     | 08113      | 1883年3月2日    | 特柳賴德         | 42       | 7,678      | 7,359      | +4.33%     | 地圖 （页面存档备份，存于） | 5.7 /平方英里 2.2 /平方公里         | 1,286.611 平方英里 3,332.308 平方公里     | 2.013 平方英里 5.214 平方公里      | 1,288.625 平方英里 3,337.522 平方公里     | 14,023 呎 4274 米 | 5,308 呎 1618 米 | 38.01° N | 108.43° W |
| 塞奇威克縣     | 08115      | 1889年4月9日    | 朱爾斯堡         | 57       | 2,360      | 2,379      | −0.80%     | 地圖 （页面存档备份，存于） | 4.3 /平方英里 1.7 /平方公里         | 548.041 平方英里 1,419.419 平方公里       | 1.363 平方英里 3.531 平方公里      | 549.404 平方英里 1,422.950 平方公里       | 4,127 呎 1258 米  | 3,477 呎 1060 米 | 40.87° N | 102.36° W |
| 薩米特縣       | 08117      | 1861年11月1日   | 布雷肯里奇       | 19       | 28,649     | 27,994     | +2.34%     | 地圖 （页面存档备份，存于） | 46.0 /平方英里 17.8 /平方公里       | 608.358 平方英里 1,575.639 平方公里       | 10.920 平方英里 28.283 平方公里    | 619.278 平方英里 1,603.922 平方公里       | 14,278 呎 4352 米 | 7,460 呎 2274 米 | 39.62° N | 106.14° W |
| 特勒縣         | 08119      | 1899年3月23日   | 克里普爾溪       | 24       | 23,275     | 23,350     | −0.32%     | 地圖 （页面存档备份，存于） | 41.9 /平方英里 16.2 平方公里        | 557.055 平方英里 1,442.767 平方公里       | 1.909 平方英里 4.945 平方公里      | 558.965 平方英里 1,447.712 平方公里       | 13,065 呎 3982 米 | 5,236 呎 1596 米 | 38.87° N | 105.18° W |
| 華盛頓縣       | 08121      | 1887年2月9日    | 阿克倫           | 51       | 4,803      | 4,814      | −0.23%     | 地圖 （页面存档备份，存于） | 1.9 /平方英里 0.7 /平方公里         | 2,518.031 平方英里 6,521.670 平方公里     | 5.872 平方英里 15.207 平方公里     | 2,523.903 平方英里 6,536.878 平方公里     | 5,433 呎 1656 米  | 3,910 呎 1192 米 | 39.97° N | 103.21° W |
| 韋爾德縣       | 08123      | 1861年11月1日   | 格里利           | 9        | 269,785    | 252,825    | +6.71%     | 地圖 （页面存档备份，存于） | 63.4 /平方英里 24.5 平方公里        | 3,987.238 平方英里 10,326.899 平方公里    | 29.558 平方英里 76.554 平方公里    | 4,016.796 平方英里 10,403.453 平方公里    | 6,388 呎 1947 米  | 3,959 呎 1207 米 | 40.56° N | 104.38° W |
| 尤馬縣         | 08125      | 1889年3月15日   | 雷               | 38       | 10,151     | 10,043     | +1.08%     | 地圖 （页面存档备份，存于） | 4.2 /平方英里 1.6 /平方公里         | 2,364.405 平方英里 6,123.780 平方公里     | 4.299 平方英里 11.135 平方公里     | 2,368.704 平方英里 6,134.915 平方公里     | 4,447 呎 1355 米  | 3,317 呎 1011 米 | 40.00° N | 102.42° W |
| 科羅拉多州     | 08         | 1876-08-01      | 丹佛             |          | 5,268,367  | 5,029,196  | +4.76%     | 地圖                        | 48.5 /平方英里 18.7 /平方公里       | 103,641.884 平方英里 268,431.246 平方公里 | 451.779 平方英里1,170.101 平方公里 | 104,093.662 平方英里 269,601.348 平方公里 | 14,440 呎 4401 米 | 3,317 呎 1011 米 | 38.99° N | 105.51° W |

## 已消失的縣份
以下的可排序列表列出了在新墨西哥領地、犹他领地、堪薩斯領地以及不受法律支配和承認的傑弗遜領地中存在於現今科羅拉多州境內、科羅拉多領地中三個已廢除的縣以及科羅拉多州的三個已廢除的。列表內提供的資料包括：
1. 該縣的官方名稱；
2. 該縣所屬的領地或州份；
3. 該縣的創立日期；
4. 該縣的廢除日期或被劃出科罗拉多领地的日期；及
5. 歷史備註。

| 縣份名稱     | 所屬的領地或州份 | 創立日期       | 廢除日期      | 歷史及備註 |
| ------------ | ---------------- | -------------- | ------------- | --- |
| 陶斯縣       | 新墨西哥領地     | 1852年1月9日   | 1861年2月28日 | 此縣為新西班牙成立時建立的七個縣之一，其後被劃分為新墨西哥領地中的新墨西哥州的聖大菲縣。此縣亦是新墨西哥領地成立時建立的九個縣之一，其後在1861年被劃出科罗拉多领地。 |
| 鹽湖縣       | 犹他领地         | 1852年3月3日   | 1861年2月28日 | 該縣於1852年創立，並在1861年被劃出科罗拉多领地。 |
| 格林里弗縣   | 犹他领地         | 1852年3月3日   | 1861年2月28日 | 此縣創立於1855年，但此縣從未被組織過。此縣曾在1857年被廢除，又在1859年重新建立。1861年被劃出科罗拉多领地，1868年被劃出懷俄明領地，最終於1872年再次被廢除。           |
| 艾昂縣       | 犹他领地         | 1852年3月3日   | 1861年2月28日 | 該縣於1852年創立，並在1861年被劃出科罗拉多领地。 |
| 桑皮特縣     | 犹他领地         | 1852年3月3日   | 1861年2月28日 | 該縣於1852年創立，並在1861年被劃出科罗拉多领地。 |
| 猶他縣       | 犹他领地         | 1852年3月3日   | 1861年2月28日 | 該縣於1852年創立，並在1861年被劃出科罗拉多领地。 |
| 華盛頓縣     | 犹他领地         | 1852年3月3日   | 1861年2月28日 | 該縣於1852年創立，並在1861年被劃出科罗拉多领地。 |
| 阿拉帕霍縣   | 堪薩斯領地       | 1855年8月25日  | 1861年2月28日 | 此縣創立於1855年，但此縣從未被組織過。1861年堪薩斯州加入美國後，此縣回復為無組織的領地。                                                                             |
| 比佛縣       | 犹他领地         | 1856年1月5日   | 1861年2月28日 | 在1856年劃分自艾昂於和米勒德縣，並在1861年被劃出科罗拉多领地。 |
| 布羅德里克縣 | 堪薩斯領地       | 1859年2月7日   | 1861年1月29日 | 劃分自阿拉帕霍縣，但此縣從未被組織過。1861年堪薩斯州加入美國後，此縣回復為無組織的領地。                                                                             |
| 艾爾帕索縣   | 堪薩斯領地       | 1859年2月7日   | 1861年1月29日 | 劃分自阿拉帕霍縣，但此縣從未被組織過。1861年堪薩斯州加入美國後，此縣回復為無組織的領地。                                                                             |
| 弗里蒙特縣   | 堪薩斯領地       | 1859年2月7日   | 1861年1月29日 | 劃分自阿拉帕霍縣，但此縣從未被組織過。1861年堪薩斯州加入美國後，此縣回復為無組織的領地。                                                                             |
| 蒙大拿縣     | 堪薩斯領地       | 1859年2月7日   | 1861年1月29日 | 劃分自阿拉帕霍縣，但此縣從未被組織過。1861年堪薩斯州加入美國後，此縣回復為無組織的領地。                                                                             |
| 奧羅縣       | 堪薩斯領地       | 1859年2月7日   | 1861年1月29日 | 劃分自阿拉帕霍縣，但此縣從未被組織過。1861年堪薩斯州加入美國後，此縣回復為無組織的領地。                                                                             |
| 皮克頓縣     | 堪薩斯領地       | 1859年2月7日   | 1861年1月29日 | 劃分自阿拉帕霍縣，但此縣從未被組織過。1861年堪薩斯州加入美國後，此縣回復為無組織的領地。                                                                             |
| 阿拉帕霍縣   | 傑弗遜領地       | 1859年11月28日 | 1861年2月28日 | 傑弗遜領地成立時建立的十二個縣之一。 |
| 夏延縣       | 傑弗遜領地       | 1859年11月28日 | 1861年2月28日 | 傑弗遜領地成立時建立的十二個縣之一。 |
| 艾爾帕索縣   | 傑弗遜領地       | 1859年11月28日 | 1861年2月28日 | 傑弗遜領地成立時建立的十二個縣之一。 |
| 噴泉縣       | 傑弗遜領地       | 1859年11月28日 | 1861年2月28日 | 傑弗遜領地成立時建立的十二個縣之一。 |
| 希爾縣       | 傑弗遜領地       | 1859年11月28日 | 1861年2月28日 | 傑弗遜領地成立時建立的十二個縣之一。 |
| 傑克遜縣     | 傑弗遜領地       | 1859年11月28日 | 1861年2月28日 | 傑弗遜領地成立時建立的十二個縣之一。 |
| 傑佛遜縣     | 傑弗遜領地       | 1859年11月28日 | 1861年2月28日 | 傑弗遜領地成立時建立的十二個縣之一。 |
| 芒廷縣       | 傑弗遜領地       | 1859年11月28日 | 1861年2月28日 | 傑弗遜領地成立時建立的十二個縣之一。 |
| 諾斯縣       | 傑弗遜領地       | 1859年11月28日 | 1861年2月28日 | 傑弗遜領地成立時建立的十二個縣之一。 |
| 帕克縣       | 傑弗遜領地       | 1859年11月28日 | 1861年2月28日 | 傑弗遜領地成立時建立的十二個縣之一。 |
| 聖弗蘭縣     | 傑弗遜領地       | 1859年11月28日 | 1861年2月28日 | 傑弗遜領地成立時建立的十二個縣之一。 |
| 薩拉托加縣   | 傑弗遜領地       | 1859年11月28日 | 1861年2月28日 | 傑弗遜領地成立時建立的十二個縣之一。 |
| 莫拉縣       | 新墨西哥領地     | 1860年2月1日   | 1861年2月28日 | 此縣於1860年劃分自陶斯縣和聖米格爾縣，並在1861年被劃出科罗拉多领地。                                                                                                 |
| 瓜達盧普縣   | 科罗拉多领地     | 1861年11月1日  | 1861年11月7日 | 此縣是科罗拉多领地於1861年成立時建立的十七個縣之一，此縣在建立六天後更名為科內霍斯縣。                                                                               |
| 格林伍德縣   | 科罗拉多领地     | 1870年2月11日  | 1874年2月6日  | 此縣於1870年劃分自韋爾法諾縣的東部。1874年，此縣被艾伯特縣和本特縣瓜分。                                                                                             |
| 普拉特縣     | 科罗拉多领地     | 1872年2月9日   | 1874年2月9日  | 此縣於1870年劃分自韋爾德縣的東部。由於該縣組織者未能獲得選民支持建立此縣，該縣於1874年被廢除。此縣又再次和韋爾德縣合併。                                             |
| 卡本內特縣   | 科羅拉多州       | 1879年2月8日   | 1879年2月10日 | 萊克縣於1879年更名為卡本內特縣，兩天後卡本內特縣被查菲縣和新的萊克縣瓜分。                                                                                           |
| 安康帕涅爾縣 | 科羅拉多州       | 1879年2月8日   | 1879年2月10日 | 烏雷縣曾在1883年改名為，四天後又改回原稱。 |
| 南阿拉帕霍縣 | 科羅拉多州       | 1902年11月15日 | 1903年4月11日 | 此縣為1902年阿拉帕霍縣劃分出的三個縣之一，在五個月後，此縣被更名為阿拉帕霍縣。                                                                                       |

路易斯安那特区中未組織的縣、密苏里领地、未受法律支配及承認的蜜蜂州以及內布拉斯加領地有某些縣份曾存在於科羅拉多州的現有邊界內，但以上列表並無列出。

## 各個縣的紀錄
1. 科斯蒂亞縣是科羅拉多州首個有歐洲人聚居的縣。[19]
2. 陶斯縣是1852年於新墨西哥領地中成立的縣，是首個建立於科羅拉多州且現時依然存在的縣。[20]
3. 堪薩斯領地的阿拉帕霍縣（英语：Arapahoe County, Kansas Territory）於1855年創立，成為首個建立於科羅拉多州且現時已經消失的縣。[21]
4. 1859年11月28日，未受法律支配及承認的傑弗遜領地創立了十二個縣：[18]

| 縣份名稱   | 當時的縣治        |
| ---------- | ----------------- |
| 阿拉帕霍縣 | 丹佛              |
| 夏延縣     |                   |
| 艾爾帕索縣 | 科罗拉多斯普林斯  |
| 噴泉縣     | 普韋布洛          |
| 希爾縣     | 拉波特            |
| 傑克遜縣   | 波德              |
| 傑佛遜縣   | 阿拉帕霍城 戈爾登 |
| 芒廷縣     | 中心城            |
| 諾斯縣     |                   |
| 帕克縣     | 塔里耶爾市        |
| 聖弗蘭縣   | 聖弗蘭            |
| 薩拉托加縣 | 布雷肯里奇        |

5. 1861年11月1日，科罗拉多领地創立了十七個縣：
| 縣份名稱       | 當時的縣治 |
| -------------- | ---------- |
| 阿拉帕霍縣     | 丹佛       |
| 圓石縣         | 波德       |
| 克利爾克里克縣 | 愛達荷縣   |
| 科斯蒂亞縣     | 聖米格爾   |
| 道格拉斯縣     | 弗蘭克敦   |
| 厄爾巴索縣     | 科羅拉多城 |
| 弗里蒙特       | 峽谷城     |
| 吉爾平縣       | 中心城     |
| 瓜達盧普縣     | 瓜達盧普   |
| 韋爾法諾縣     | 奧托比斯   |
| 傑佛遜縣       | 戈爾登     |
| 萊克縣         | 奧羅城     |
| 拉里默爾縣     | 拉波特     |
| 帕克縣         | 塔里耶爾市 |
| 普韋布洛       | 普韋布洛   |
| 薩米特縣       | 帕克維爾   |
| 韋爾德縣       | 聖弗蘭     |

6. 在17個最初建立的縣份中，只有吉爾平縣和克利爾克里克縣保留了原有的邊界。
7. 瓜達盧普縣於1861年11月7日成為第一個被更名的縣。
8. 拉斯阿尼馬斯縣於1866年成為第一個從17個縣中新建立的縣份。
9. 格林伍德縣是科羅拉多州已消失的縣中存在時間最長的縣，共存在四年（1870年－1874年）。
10. 1876年，聖胡安縣成為科罗拉多领地最後一個成立的縣。
11. 1877年，烏雷縣成為科羅拉多州第一個成立的縣。
12. 卡本內特縣是 科羅拉多州已消失的縣中存在時間最短的縣，共存在兩天（1879年2月8日－1879年2月10日）。
13. 布盧姆菲爾德是目前科羅拉多州最新建立的縣。
14. 拉斯阿尼馬斯縣是目前科羅拉多州面積最大的縣。
15. 布盧姆菲爾德是目前科羅拉多州面積最小的縣。
16. 厄爾巴索縣是目前科羅拉多州人口最多的縣。
17. 聖胡安縣是目前科羅拉多州人口最少的縣。
18. 厄爾巴索縣和丹佛在首100名人口最多的縣榜上有名。
19. 聖胡安縣、米納勒爾縣、欣斯代爾縣、傑克遜縣、凱厄瓦縣、夏延縣和多洛雷斯縣在首100名人口最少的縣榜上有名。
20. 丹佛市是目前科羅拉多州人口密度最高的縣。
21. 欣斯代爾縣是目前科羅拉多州人口密度最低的縣。
22. 欣斯代爾縣、凱厄瓦縣、米納勒爾縣和傑克遜縣的人口密度低於1人/平方公里。
23. 萊克縣 (科羅拉多州)擁有全州的海拔最高點——阿爾伯特峰（14,440英尺（4,401）），而全國的最高點則位於洛磯山脈。
24. 薩米特縣、皮特金縣和伊格爾縣的平均預期壽命為85歲，並列為美國首三位預期壽命最長的縣。
25. 尤馬縣擁有全州的海拔最低點——流往堪薩斯州的阿里卡利河（3,317英尺（1,011），同時也是美国州份中最高的各州海拔最低點。
26. 傑佛遜縣與十個縣為鄰，為全州與最多縣接壤的縣。
27. 德爾塔縣和丹佛市分別只和三個縣相鄰，為全州與最少縣接壤的縣。
28.科羅拉多州有十二個縣的縣治和縣名相同，分別是：
| 縣份名稱     | 縣治         |
| ------------ | ------------ |
| 阿拉莫薩縣   | 阿拉莫薩     |
| 圓石縣       | 波德         |
| 布盧姆菲爾德 | 布盧姆菲爾德 |
| 科內霍斯縣   | 科內霍斯     |
| 德爾塔縣     | 德爾塔       |
| 丹佛         | 丹佛         |
| 伊格爾縣     | 伊格爾       |
| 甘尼森縣     | 甘尼森       |
| 蒙特羅斯縣   | 蒙特羅斯     |
| 烏雷縣       | 烏雷         |
| 普韋布洛縣   | 普韋布洛     |
| 薩沃奇縣     | 薩沃奇       |

29. 科羅拉多州有兩個縣的名稱是縣治名稱的一部分：
| 縣份名稱 | 縣治       |
| -------- | ---------- |
| 夏延縣   | 夏延韋爾斯 |
| 摩根縣   | 摩根堡     |

30. 韋爾德縣擁有最多的建制地區，共有31個。
31. 科羅拉多州有九個縣只有一個建制地區，而該建制地區便是該縣的縣治：
| 縣份名稱     | 縣治           |
| ------------ | -------------- |
| 阿丘利塔縣   | 帕戈薩斯普林斯 |
| 本特縣       | 拉斯阿尼馬斯   |
| 布盧姆菲爾德 | 布盧姆菲爾德   |
| 丹佛         | 丹佛           |
| 欣斯代爾縣   | 萊克城         |
| 傑克遜縣     | 瓦爾登         |
| 萊克縣       | 萊德維爾       |
| 米納勒爾縣   | 克里德         |
| 聖胡安縣     | 錫爾弗頓       |

32. 科羅拉多州64個縣中，只有科內霍斯縣的縣治是非建制地區。
33. 科羅拉多州有三個縣的縣治有部份隸屬其他縣份
| 縣份名稱   | 縣治     | 縣治所屬的其他縣份   |
| ---------- | -------- | -------------------- |
| 亞當斯縣   | 布萊頓   | 韋爾德縣             |
| 阿拉帕霍縣 | 利特爾頓 | 道格拉斯縣和傑佛遜縣 |
| 吉爾平縣   | 中心城   | 克利爾克里克縣       |

34. 科羅拉多州只有丹佛市和布盧姆菲爾德擁有飛地。
35. 科羅拉多州只有阿拉帕霍縣、圓石縣和傑佛遜縣因上題兩個縣的飛地而成為不連接的縣。
36. 聖胡安縣擁有全美國各縣中最高的平均海拔（11,240英尺（3,426））。美國首25位平均海拔最高的縣分別是：
| 排名 | 縣份名稱       | 所屬州份   | 平均海拔            |
| ---- | -------------- | ---------- | ------------------- |
| 1    | 聖胡安縣       | 科罗拉多州 | 11,240英尺（3,426） |
| 2    | 欣斯代爾縣     | 科罗拉多州 | 10,826英尺（3,300） |
| 3    | 萊克縣         | 科罗拉多州 | 10,790英尺（3,289） |
| 4    | 米納勒爾縣     | 科罗拉多州 | 10,411英尺（3,173） |
| 5    | 薩米特縣       | 科罗拉多州 | 10,365英尺（3,159） |
| 6    | 克利爾克里克縣 | 科罗拉多州 | 10,264英尺（3,128） |
| 7    | 皮拉金縣       | 科罗拉多州 | 9,940英尺（3,030）  |
| 8    | 查菲縣         | 科罗拉多州 | 9,915英尺（3,022）  |
| 9    | 帕克縣         | 科罗拉多州 | 9,572英尺（2,918）  |
| 10   | 甘尼森縣       | 科罗拉多州 | 9,488英尺（2,892）  |
| 11   | 吉爾平縣       | 科罗拉多州 | 9,236英尺（2,815）  |
| 12   | 格蘭德縣       | 科罗拉多州 | 9,204英尺（2,805）  |
| 13   | 薩沃奇縣       | 科罗拉多州 | 9,193英尺（2,802）  |
| 14   | 特勒縣         | 科罗拉多州 | 9,052英尺（2,759）  |
| 15   | 里奧格蘭德縣   | 科罗拉多州 | 9,011英尺（2,747）  |
| 16   | 卡斯特縣       | 科罗拉多州 | 8,988英尺（2,740）  |
| 17   | 伊格爾縣       | 科罗拉多州 | 8,987英尺（2,739）  |
| 18   | 烏雷縣         | 科罗拉多州 | 8,951英尺（2,728）  |
| 19   | 傑克遜縣       | 科罗拉多州 | 8,863英尺（2,701）  |
| 20   | 科內霍斯縣     | 科罗拉多州 | 8,774英尺（2,674）  |
| 21   | 科斯蒂亞縣     | 科罗拉多州 | 8,681英尺（2,646）  |
| 22   | 陶斯縣         | 新墨西哥州 | 8,510英尺（2,594）  |
| 23   | 薩米特縣       | 犹他州     | 8,388英尺（2,557）  |
| 24   | 多洛雷斯縣     | 科罗拉多州 | 8,280英尺（2,524）  |
| 25   | 阿丘利塔縣     | 科罗拉多州 | 8,101英尺（2,469）  |

## 外部鏈結
- 科羅拉多州官方網站
  - 科羅拉多州地方政府網站
- 科羅拉多州歷史 （页面存档备份，存于）
- 科羅拉多州各縣的變化